# Amondans
Amondans település Franciaországban, Doubs megyében. Lakosainak száma 86 fő (2022. január 1.). Amondans Cléron, Rurey, Fertans, Malans, Lizine és Cademène községekkel határos.

## Népesség
A település népességének változása:
| Lakosok száma | 79   | 77   | 96   | 92   | 91   | 92   | 87   | 92   | 90   | 86   |
|               | 1968 | 1990 | 1999 | 2011 | 2013 | 2016 | 2017 | 2019 | 2020 | 2022 |